# Типольт, Карл Карлович
Карл Карлович Типольт (1801 — не ранее 1869) — генерал-лейтенант, участник подавления Польского восстания 1831 года.
Происходил из дворян Витебской губернии, родился в 1801 г.
По окончании образования в частном учебном заведении, службу начал 1820 г. юнкером в Сумском гусарском полку и в следующем году был произведён в офицеры; через шесть лет был переведён в лейб-гвардии Драгунский (впоследствии Конно-гренадерский) полк.
С Конно-гренадерским полком Типольт участвовал в делах русско-турецкой войны 1828—1829 гг.: 1828 г. — 15 сентября, в сражении при Гаджи-Гассан-Ларе; 18 сентября в составе отряда принца Евгения Виртембергского в сражении близ Варны, на правом берегу лимана (за отличие получил орден св. Анны 3-й степени); 30 сентября при преследовании корпуса Омер-Врионе-паши от Варны до реки Камчик, 3 октября в деле на реке Камчике, у подножия Балканских гор.
Следующей кампанией Типольта было усмирение Польского восстания 1831 г.: 23 марта он по приказанию генерал-лейтенанта графа Ностица переправился с эскадроном через Нарев у местечка Ражаны, после чего спешил эскадрон и защищал переправу от многочисленного неприятельского отряда (за это дело он был удостоен золотого оружия с надписью «За храбрость»); с 24 по 26 марта в отряде генерал-адъютанта Бистрома при воспрепятствовании мятежникам переправиться через Буг и Нарев; с 7 по 23 апреля в экспедициях между Остроленкой, селом Приштиц и городом Вышковым; 1 мая в экспедиции между сёлами. Валсево, Длугоседло, Поренбы и городом Вышковым; 5 мая в стычках под сёлами Соколовым и Старым Яковцем; 6 и 7 мая при защите переправы в пешем строю у местечка Клячкова (здесь он получил орден св. Владимира 4-й степени); 8 мая в стычках при селе Рудки; 9 и 10 мая в деле при Тыкочине: 11—13 мая в стычках при местечке Клячково; 15 мая в преследовании отряда Гельгуда, причём, «находясь в резерве, поддерживал атаку лейб-гвардии Уланского полка под жестоким огнём артиллерии мятежников и на каждом шагу служил достойным примером для подчиненных» (за это сражение ему был пожалован орден св. Анны 2-й степени); затем участвовал во многих мелких делах и в штурме Варшавы, когда был ранен пикой в спину с повреждением двух ребер, в левое плечо с повреждением ребра и саблей в левую руку и подбородок (корона к ордену св. Анны 2-й степени). Эти раны вынудили Типольта временно покинуть строй, куда вернулся при возвращении Гвардейского корпуса в Санкт-Петербург.
В лейб-гвардии Конно-гренадерском полку Типольт служил до 1841 г., когда в чине полковника был назначен командиром Новороссийского драгунского полка. На этой должности в 1845 году произведён за отличие в генерал-майоры и через год назначен командиром 2-й бригады 1-й уланской дивизии, каковой командовал следующие четыре года, после чего 3 ноября 1849 года получил в командование лейб-гвардии Конно-гренадерский полк.
В дальнейшей службе Типольта перемены следовали быстро; так, в 1852 г. он был определён командиром 1-й бригады 1-й лёгкой гвардейской кавалерийской дивизии с оставлением в звании командира полка, 6 декабря 1853 г. произведён в генерал-лейтенанты с назначением состоять при гвардейском корпусе, в 1854 г. назначен командиром 1-й лёгкой кавалерийской дивизии.
Командуя 1-й лёгкой кавалерийской дивизией, Типольт находился с ней во время Восточной войны в составе отряда, охранявшего с 15 апреля по 1 сентября 1854 г. побережье Финского залива в Санкт-Петербургской губернии.
В 1856 г. Типольт был назначен состоящим при гвардейском резервном кавалерийском корпусе и в 1857 г. помощником к начальнику 2-й гвардейской кавалерийской дивизии.
Кроме указанных выше наград имел ещё ордена св. Георгия 4-й степени (11 декабря 1840 года, за беспорочную выслугу 25 лет в офицерских чинах, № 6215 по кавалерскому списку Григоровича — Степанова), Святого Владимира 3-й степени, Святой Анны 1-й степени и святого Станислава 1-й степени и несколько медалей за разные кампании.
Дата смерти Типольта невыяснена, известно что в начале 1869 года он был ещё жив.